# Nesticus higoensis
Nesticus higoensis là một loài nhện trong họ Nesticidae.
Loài này thuộc chi Nesticus. Nesticus higoensis được Takeo Yaginuma miêu tả năm 1977.